# Pukeuri
La ville de Pukeuri est une localité du nord de la région de North Otago (en) dans l’Île du Sud de la Nouvelle-Zélande.

## Situation
Elle est localisée près de la côte dans le District de Waitaki, à cheval sur la frontière entre la région d’Otago et celle de Canterbury au nord de la ville d’Oamaru.

## Population
Selon le recensement de 2001, la ville de Pukeuri avait une population de 183 habitants dont 99 hommes et 84 femmes, en déclin de 21 personnes soit 10,3 % par rapport au recensement de 1996.

## Activité économique
L’employeur majeur de la ville est la société des abattoirs Alliance, qui est aussi le plus gros employeur de tout le district de North Otago (en).
Un grand incendie en janvier 2006 est survenu au plus fort de la saison des abattages et a causé d'importantes perturbations pour les travailleurs et les clients. 

## Accès
Pukeuri est la localisation de la jonction entre la route State Highway 1/S H 1 et la route State Highway 83/S H 83 (en), et est utilisée aussi comme jonction entre la Main South Line (en) et la ligne de l' embranchement de Kurow (en) du chemin de fer.
La Main South Line traverse toujours la ville bien qu’elle n’accueille plus de trafic passager.
La construction de l’embranchement commençant en 1874, Pukeuri servit de jonction jusqu’à la fermeture de la ligne en 1983.
Une plaque près de la route State Highway 1/S H 1 au nord de la localité (tout près de la ferme communautaire d’Hilderthorpe marque le passage du 45e parallèle sud.